# أي قلعة سي
أي قلعة سي هي قرية في مقاطعة تكاب، إيران. يقدر عدد سكانها بـ 148 نسمة بحسب إحصاء 2016.